# Madonna de Manchester
La Madonna de Manchester és una pintura sobre fusta realitzada cap a 1497 per l'artista del renaixement italià Miquel Àngel i que es troba a la National Gallery de Londres.
Estan representats a l'escena pictòrica la Mare de Déu amb el Nen junt amb sant Joan Baptista també petit i dos àngels a tots dos costats, un parell d'àngels es troben només dibuixats, ja que la pintura va quedar inacabada.
Pren el seu nom per la ciutat de Manchester on va ser exposada per primera vegada. Atribuïda a Miquel Àngel als començaments de la seva activitat pictòrica, els dos nens semblen mostrar la derivació posterior dels putti de la volta de la Capella Sixtina i les figures de la Mare de Déu i la del Nen Jesús se semblen a les efectuades per Miquel Àngel en marbre, a la també posterior Madonna de Bruges, l'estrip del vestit de la Verge que deixa al descobert un pit s'atribueix a l'antic tema de la «Verge de la llet».